# Zauber der Natur
Zauber der Natur è un documentario del 1956 diretto da Richard Mostler.
È stato presentato alla 6ª edizione del Festival di Berlino, dove ha ricevuto la Grande targa di bronzo assegnata dal pubblico.

## Trama
Il documentario segue l'escursione di due ragazzi nel Circondario del Berchtesgadener Land, nell'Alta Baviera, e oltre il confine austriaco. Immersi nella natura i due giovani incontrano i veri "attori": corvi, codirossi, volpi, donnole, marmotte e diversi tipi di insetti.

## Distribuzione
Dopo l'anteprima al Festival di Berlino, il documentario è stato proiettato in Germania Ovest dal 21 agosto 1956.